# أولاد عوف
أولاد عوف (الأمازيغية ⵄⵉⵏ ⵜⵓⵜⴰ) هي مدينة وبلدية بدائرة عين توتة ولاية باتنة الجزائرية. تقع وسط الغربي للولاية بلغ عدد سكانها 1724 عام 2008.

## الموقع الجغرافي
تقع بلدية أولاد عوف في الوسط الغربي للولاية، يحدها:

-	من الشمال والشمال الغربي: كل من بلدية تكسلانت وأولاد سي سليمان.

-	من الشرق وأقصى الشمال الشرقي: بلدية حيدوسة.

-	من الجنوب: بلدية تيلاطو

-	الجنوب الشرقي: عين التوتة.

-	من أقصى الشمال الغربي بلدية بومقر.

-	من الغرب: بلدية سفيان.